# Milan Zuna (politik)
Milan Zuna (* 30. května 1941) je český politik, na přelomu 20. a 21. století poslanec Poslanecké sněmovny za ODS.

## Biografie
Ve volbách v roce 1998 byl zvolen do poslanecké sněmovny za ODS (volební obvod Severočeský kraj). Byl místopředsedou sněmovního ústavněprávního výboru. V parlamentu setrval do voleb v roce 2002.
V komunálních volbách roku 1994, komunálních volbách roku 2002, komunálních volbách roku 2006 a komunálních volbách roku 2010 byl zvolen do zastupitelstva města Teplice za ODS. Profesně se uvádí jako právník a advokát.